# 邓小平年谱
邓小平年谱是一部記述鄧小平生平的著作。2004年，《邓小平年谱（1975－1997）》出版。《邓小平年谱（1975－1997）》由中央文献研究室編寫。2009年，《邓小平年谱（1904－1974）》由中央文献出版社出版。《邓小平年谱（1904－1974）》由中共中央文献研究室编撰。 《邓小平年谱（1904－1974）》共150万字，分为上（1904——1946）、中（1947——1956）、下（1957——1974）三册。